# 比嘉昇
比嘉 昇（ひが のぼる、1935年〈昭和10年〉11月13日 - 1992年〈平成4年〉12月24日）は、日本の政治家。沖縄県浦添市長（4期）。

## 来歴
沖縄県出身。1960年（昭和35年）3月、琉球大学文理学部法政学科卒業。その後は裁判所書記官として、沖縄の裁判所を転々とする。1971年（昭和46年）、退職して、弁護士となる。1972年（昭和47年）沖縄県議選に浦添市選挙区から無所属で立候補して当選した。同年6月25日に就任した。1974年（昭和49年）5月31日に自民党入りした。1976年（昭和51年）の選挙で再選を果たした。

### 1980年浦添市長選挙
1980年（昭和55年）の浦添市長選挙に自民党、民社党、新自由クラブ推薦の無所属で立候補し、社会党、共産党推薦、公明党支持の沖縄社会大衆党公認で現職の又吉盛一を破って初当選を果たした。
※当日有権者数：-人 最終投票率：-%（前回比：-pts）
| 候補者名 | 年齢 | 所属党派       | 新旧別 | 得票数   | 得票率 | 推薦・支持                   |
| -------- | ---- | -------------- | ------ | -------- | ------ | ---------------------------- |
| 比嘉昇   | 44   | 無所属         | 新     | 17,064票 | 50.56% | 自民・民社・新自由クラブ推薦 |
| 又吉盛一 | 57   | 沖縄社会大衆党 | 現     | 16,683票 | 49.44% | 社会・共産推薦 公明支持      |

同年12月1日に就任した。

### 1984年浦添市長選挙
1984年（昭和59年）の市長選に立候補して、新人を破って再選を果たした。
※当日有権者数：-人 最終投票率：-%（前回比：-pts）
| 候補者名 | 年齢 | 所属党派 | 新旧別 | 得票数   | 得票率 | 推薦・支持 |
| -------- | ---- | -------- | ------ | -------- | ------ | ---------- |
| 比嘉昇   | 48   | 諸派     | 現     | 20,668票 | 54.47% | -          |
| 当山全弘 | -    | 諸派     | 新     | 17,274票 | 45.53% | -          |

1988年（昭和63年）の市長選は無投票で3選を果たした。

### 1992年浦添市長選挙
1992年（平成4年）の市長選に自民党、民社党推薦の無所属で立候補して、社会党、社大党、共産党推薦、公明党支持の無所属で社大党会計長の新人を破って4選を果たした。
※当日有権者数：-人 最終投票率：72.88%（前回比：-pts）
| 候補者名 | 年齢 | 所属党派 | 新旧別 | 得票数   | 得票率 | 推薦・支持                    |
| -------- | ---- | -------- | ------ | -------- | ------ | ----------------------------- |
| 比嘉昇   | 57   | 無所属   | 現     | 25,286票 | 56.79% | 自民・民社推薦                |
| 島袋嘉盛 | 57   | 無所属   | 新     | 19,243票 | 43.21% | 社会・社大・共産推薦 公明支持 |

4回目の当選直後に現職のまま死去した。